# Misanthropy Records
Misanthropy Records foi uma gravadora britânica de heavy metal abrangendo também seus subgêneros: Black metal, avant-garde metal, doom metal e metal progressivo.

## História
A gravadora foi fundada em 1993 por Tiziana Stupia, originalmente apenas para lançar um álbum do Burzum. O pano de fundo da fundação da empresa foi que depois que Varg Vikernes foi preso em agosto de 1993 pelo assassinato do guitarrista do Mayhem Øystein Aarseth, nenhuma gravadora queria nada com ele. Ele tentou lançar o próximo álbum do Burzum sozinho, mas descobriu que era muito difícil fazer uma distribuição mundial de uma cela de prisão. Stupia, uma fã do Burzum, ficou chateada quando ouviu isso. Ela contatou várias gravadoras na tentativa de persuadi-las a lançar o álbum, mas sem sucesso. Como resultado, uma das empresas para as quais ela escreveu respondeu, afirmando: "Se é tão importante para você ter esses álbuns do Burzum lançados, por que você não faz isso você mesmo?". Stupia então decidiu fazer exatamente isso e começou a Misanthropy Records.
Um contrato com Vikernes foi assinado e, logo depois, o primeiro disco do Misanthropy foi lançado. A resposta foi tão positiva que Stupia decidiu continuar a empresa. Mais dois álbuns do Burzum foram lançados, e então a empresa começou a assinar com outras bandas, incluindo Fleurety, In the Woods... e Ved Buens Ende. Todos os lançamentos da Misanthropy Records estavam dentro de vários subgêneros do heavy metal. Jeff Wagner em Mean Deviation escreve que Misanthropy, junto com The End Records, ajudou a inaugurar uma nova onda de música de metal de vanguarda. 
A empresa fechou em 2000, pois Stupia estava cansado da cena do metal e queria seguir outras áreas da vida, incluindo estudar psicologia e mitologia da deusa. Ela agora é chamada de "Srila Devi", trabalha como professora e autora de ioga e escreveu um livro intitulado Meeting Shiva.  Partes do catálogo da empresa foram licenciadas para a Candlelight Records.

## Artistas
- Arcturus
- Beyond Dawn
- Burzum
- Fleurety
- In the Woods...
- Katatonia
- Madder Mortem
- Mayhem
- Monumentum
- Primordial
- Solstice
- Ved Buens Ende

## Ligações Externas
- Misanthropy Records em Discogs.com